# Lista de guerras de independência (libertação nacional)

Independência ou Morte (1888), de Pedro Américo. O "Grito do Ipiranga" marcou o início do processo de independência do Brasil.

Esta é uma lista das guerras de independência (de libertação nacional).
As guerras listadas podem ou não serem bem sucedidas em alcançar um objetivo de independência.
| Datas     | País | Resultado |
| --------- | --- | --- |
| 1954-1962 | Guerra de Independência da Argélia | Independência da Argélia da França |
| 1775-1783 | Guerra de Independência dos Estados Unidos (Revolução Americana) | Independência dos Estados Unidos de Grã-Bretanha |
| 1961-1974 | Guerra de Independência de Angola | Independência de Angola de Portugal |
| 1876      | Revolta de Abril Búlgara | Derrota dos nacionalistas da Bulgária pelo Império Otomano; represálias subseqüentes pelos otomanos conduziram à Guerra russo-turca de 1877-1878 e a independência da Bulgária de facto em 1878 a partir do Império Otomano.                                                           |
| 1919-1921 | Guerra de Independência da Irlanda | Tratado Anglo-Irlandês, Partição da Irlanda, a secessão de 26 dos 32 condados da Irlanda (o Estado Livre Irlandês) do Reino Unido |
| 1916-1918 | Revolta Árabe | Derrota das aspirações árabes pela independência no pós-Primeira Guerra Mundial com a partição dos territórios árabes do Império Otomano em protetorados controlados por Reino Unido e França                                                                                          |
| 1971      | Guerra de Independência de Bangladesh | Independência de Bangladesh de Paquistão |
| 1830-1839 | Revolução Belga | Independência da Bélgica da Holanda |
| 1992-1995 | Independência da Bósnia | Independência da Bósnia da Iugoslávia |
| 1899-1901 | Revolta dos Boxers | Derrota dos insurgentes chineses; Aliança das Oito Nações optou por não exercer controle colonial direto da China |
| 1810-1818 | Guerra de Independência do Chile | Independência da Chile da Espanha |
| 1991-1995 | Guerra de Independência da Croácia | Independência da Croácia da Iugoslávia |
| 1843-1849 | Guerra de Independência Dominicana | Independência da República Dominicana do Haiti |
| 1568-1648 | independência holandesa | Independência da Holanda da Espanha |
| 1961-1991 | Guerra de Independência da Eritreia | Independência da Eritreia de Etiópia |
| 1918-1920 | Guerra de Independência da Estônia | Independência da Estônia do Império Russo /RSFS da Rússia |
| 1946-1954 | Guerra da Indochina (Primeira Guerra da Indochina) | Independência do Vietnã, Laos, Camboja da França; partição do Vietnã |
| 1857-1858 | Revolta dos Sipais (Primeira guerra pela independência indiana) | Derrota dos insurgentes indianos; Grã-Bretanha mantêm o controle da Índia |
| 1848-1849 | Guerra de independência italiana (primeira) | Reino de Sardenha derrotado pelo Império Austríaco, unificação italiana não é alcançada |
| 1859      | Guerra de independência italiana (segunda) | A França e o Reino de Piemonte-Sardenha derrotam o Império Austríaco, a maioria do Reino da Lombardia-Venécia é transferido para a França e depois a Piemonte-Sardenha; Ducado de Parma, Ducado de Modena, Grão-Ducado da Toscana e Legações Papais são anexados por Piemonte-Sardenha |
| 1866      | Guerra de independência italiana (terceira) | Império Austríaco perde Veneto para o Reino da Itália |
| 1804-1813 | Revolta Sérvia (primeira) | Derrota dos insurgentes; Império Otomano mantêm o controle da Sérvia |
| 1821-1829 | Guerra de Independência Grega | Independência da Grécia do Império Otomano |
| 1963-1974 | Guerra de Independência da Guiné-Bissau | Independência da Guiné-Bissau de Portugal |
| 1791-1804 | Revolução Haitiana | Independência do Haiti da França |
| 1703-1711 | Independência húngara | Autonomia limitada para a Hungria dentro da Monarquia de Habsburgo |
| 1945-1949 | Revolução Nacional da Indonésia | Independência da Indonésia da Holanda |
| 1947-1949 | Guerra de Independência de Israel | Derrota dos árabes, Israel mantêm a independência |
| 1996-1999 | Guerra do Kosovo | Não ocorreram alterações legais às fronteiras iugoslavas de acordo com a Resolução 1244, mas a separação política e econômica eficaz de Kosovo do resto da Iugoslávia pela administração temporária das Nações Unidas .                                                                |
| 1810-1820 | Guerras de independência da América Latina: Guerra de Independência da Argentina, Guerra de Independência da Bolívia, Guerra de Independência do Chile, Patria Boba (Colômbia), Guerra de Independência do Equador, Guerra de Independência do México, Independência do Paraguai, Guerra de Independência do Peru, Guerra de Independência da Venezuela | Independência de muitas colônias hispano-americana da Espanha |
| 1918-1920 | Guerra de Independência da Letônia | Independência da Letônia do Império Russo /RSFS da Rússia |
| 1952-1960 | Revolta dos Mau-Mau | Derrota dos insurgentes, Reino Unido mantém o controle de Quênia |
| 1964-1974 | Guerra da Independência de Moçambique | Independência de Moçambique de Portugal |
| 1966-1988 | Guerra de Independência da Namíbia | Independência da Namíbia da África do Sul |
| 1967-1970 | Guerra Civil da Nigéria | Derrota e dissolução da República de Biafra |
| 1896-1898 | Revolução Filipina (guerra da independência das Filipinas) | Inconclusivos; independência das Filipinas da Espanha, em seguida, atingida pela Guerra Hispano-Americana |
| 1899-1913 | Guerra Filipino-Americana | Derrota dos rebeldes das Filipinas; os Estados Unidos mantêm o controle das Filipinas |
| 1640-1668 | Guerra da Restauração | Restauração da independência portuguesa da Espanha |
| 1863-1865 | Guerra polonesa de independência | Derrota dos insurgentes poloneses; a Rússia mantêm o controle sobre a Polônia |
| 1920-1926 | Guerra do Rif (1920) | Derrota dos insurgentes e da República de Rif, a Espanha mantêm o controle sobre o Marrocos espanhol |
| 1877      | Guerra de Independência da Romênia | Independência da Roménia do Império Otomano |
| 1808-1814 | Guerra de independência espanhola | Independência da Espanha da França |
| 1296-1357 | Guerras de independência da Escócia | Escócia mantêm o seu status como uma nação independente |
| 1815-1817 | Revolta Sérvia (segunda) | Semi-independência da Sérvia dentro do Império Otomano |
| 1937-1945 | Guerra sino-japonesa | Retirada do Japão de China |
| 1521-1523 | Guerra de Libertação da Suécia | Independência da Suécia da União de Kalmar |
| 1991      | Guerra de independência da Eslovênia | Independência da Eslovênia da Iugoslávia |
| 1868-1878 | Guerra de independência cubana | Derrota dos insurgentes, Espanha mantêm o controle de Cuba |
| 1835-1836 | Revolução do Texas | Independência do Texas do México |
| 1919-1923 | Guerra de Independência Turca | Criação da República da Turquia |
| 1917-1921 | Guerra de Independência da Ucrânia | Independência da Ucrânia da Rússia; divisão da Ucrânia pela União Soviética, Polônia e Romênia |
| 1959-1975 | Guerra do Vietnã (Segunda Guerra da Indochina) | Unificação do Vietnã pelo Vietnã do Norte; retirada dos Estados Unidos do Vietnã do Sul |
| 1185-1188 | Revolta Búlgaro-Valaquia | Independência da Bulgária do Império Bizantino; criação do Segundo Império Búlgaro |